# Pole edycyjne
Pole edycyjne (ang. text box, edit box) – widżet graficznego interfejsu użytkownika (kontrolka), który umożliwia wpisywanie przez użytkownika tekstu.

## Poziom użytkownika
Pole edycyjne ma ograniczoną długość. W przypadku gdy tekst jest dłuższy niż wielkość pola edycyjnego, jest on przesuwany w trakcie wpisywania. W polu edycyjnym można także wykonywać wszelkie czynności edycyjne - kopiowanie, wycinanie i wklejanie tekstu.
Element ten, podobnie jak każdy element interfejsu, którego obsługa wymaga używania klawiatury, aby mógł być użyty, musi stać się aktywny. Stan taki określa się jako focus (skupienie). Przejście w stan aktywności następuje, w zależności od systemu operacyjnego - po wskazaniu kursorem myszy, po wskazaniu kursorem i naciśnięciu któregoś z przycisków myszy lub po umieszczeniu w nim kursora przy pomocy klawisza tabulacji.

## Poziom programisty
Maksymalna długość wprowadzanego tekstu może być określona przez programistę lub może ograniczona parametrami oprogramowania i sprzętu (rozmiarem dostępnej pamięci).
Do aktywnego pola edycyjnego przesyłane są między innymi wszystkie zdarzenia związane z naciskaniem klawiszy na klawiaturze. Zdarzenia generowane są w momencie:
- otrzymania skupienia (ang. set focus)
- utraty skupienia (ang. kill focus)
- naciśnięcia klawisza ze znakiem

## Wybrane biblioteki
Programowanie pola edycyjnego jest odmienne w różnych systemach operacyjnych i bibliotekach programowych. Np. w Windows API (Microsoft Windows) klawisze strzałek są obsługiwane wyłącznie samodzielnie (powodują przesuwanie kursora po wpisanym tekście znak po znaku, a z klawiszem Control przemieszczanie po słowach), tzn. nie są programowalne. W tej bibliotece nie jest również obsługiwany klawisz ↵ Enter. Są jednak obsługiwane klawisze kopiowania do schowka, czyli od Control+Z do Control+V, a także widżet ten posiada własne menu kontekstowe, również do obsługi schowka.
W przypadku środowisk bazujących na X Window System jest duża rozbieżność - tradycyjnie kopiowanie jest obsługiwane przez samo zaznaczenie, a wklejanie przez środkowy klawisz myszy. Jednak środowiska takie jak KDE czy GNOME odeszły od tej praktyki, dostarczając interfejs zbliżony do tego, co jest dostępne w Windows.